# وولف هاينريش جراف فون هيلدورف
وولف هاينريش يوليوس أوتو برنارد فريتز هيرمان فرديناند غراف فون هيلدورف (14 أكتوبر 1896 - 15 أغسطس 1944) مسؤولًا وسياسيًا للشرطة الألمانية، وكان عضوًا في البرلمان البروسي أثناء جمهورية فايمار، كعضو في الرايخستاغ (البرلمان الاتحادي الألماني) للحزب النازي منذ عام 1933، ورئيسًا للشرطة في بوتسدام وبرلين. من عام 1938، أصبح الغراف مرتبطًا بالمقاومة المعادية للنازية، وتم إعدامه عام 1944 لدوره في مؤامرة 20 يوليو للإطاحة بنظام هتلر.

## قائد شرطة برلين
أصبح عضوا في الحركة الوطنية الإشتراكية للحرية في عام 1924، والتي كانت بمثابة جبهة قانونية للحزب النازي عندما تم حظره بعد انقلاب بير هول. تمت إعادة استيعاب NSFP في الحزب النازي في عام 1926 بعد أن أصبح هذا الأخير قانونيًا مرة أخرى، وبحلول عام 1931 انضم هيلدورف إلى كتيبة العاصفة، حيث عمل كقائد لكتيبة العاصفة في برلين. أصبح نطاق عمله أكبر في عام 1933 عندما تم تكليفه أيضًا بمسؤولية قيادة قوات الأمن الخاصة في برلين براندنبورغ. في الوقت نفسه، تم انتخابه أيضًا للرايخستاغ.

## مؤامرة 20 يوليو

### المحاكمة والتنفيذ
لتورطه في مؤامرة 20 يوليو لاغتيال أدولف هتلر في وكر الذئب في بروسيا الشرقية، ادانه رولاند فرايسلر في محكمة الشعب وضعت في وقت لاحق حتى الموت في سجن Plötzensee. كان هتلر غاضبًا للغاية من مشاركة هيلدورف في المؤامرة لدرجة أنه أصر هيلدورف على مراقبة زملائه من المتآمرين وهم يتعرضون للإعدام قبل إعدامه. 

## مسار مهني مسار وظيفي
- 2 August 1914 – Spring 1918: Service on Western and Eastern Fronts[3]
- 1919: Service with فرايكوربس Lützow, involved in fighting against communist uprisings in Brunswick, Jena and Munich[3]
- 1919–1920: Leader of Offiziers-Stoßtrupp in Freikorps Roßbach, which participated in the انقلاب كاب of 13 March 1920[3]
- 1919–1924: Member of the الخوذة الحديدية، رابطة جنود الجبهة[3]
- August 1924: Joined the فرونت بان[3]
- 1 May 1925 – 22 September 1935: Commander of the Frontbann[3]
- 1 August 1930: Joined the الحزب النازي, member number 325,408[3]
- January 1931: Joined the كتيبة العاصفة (SA)[3]
- 25 March 1933 – 18 July 1935: Police President in Potsdam[3]
- 2 November 1933 – 10 August 1944: Member of the الرايخستاغ (ألمانيا النازية)[3]
- 19 July 1935 – 24 July 1944: Police President in Berlin[3]

## الجوائز والديكورات
- 1914 صليب حديدي 2nd Class and 1st Class[3]
- تكريم شيفرون للحرس القديم, 1934[3]
- صليب الشرف في الحرب العالمية الأولي 1914/1918 with Swords, 1934[3]
- شارة الحزب الذهبية, 1938[3]
- صليب الاستحقاق الحربي 2nd Class with Swords and 1st Class with Swords[3]
- وسام الخدمة الطويلة للحزب الاشتراكي الوطني الألماني in bronze and silver[3]